# 華北交通
華北交通株式會社為日本侵华战争時於中國北部地區創建，包括当时的蒙疆（察绥）、华北（冀鲁豫）、苏北，屬於南滿洲鐵道的公共運輸公司、国策会社。表面为中日合資公司，但實質上为日本國有公司。会社本部位于北平市長安街17號。

## 歷史

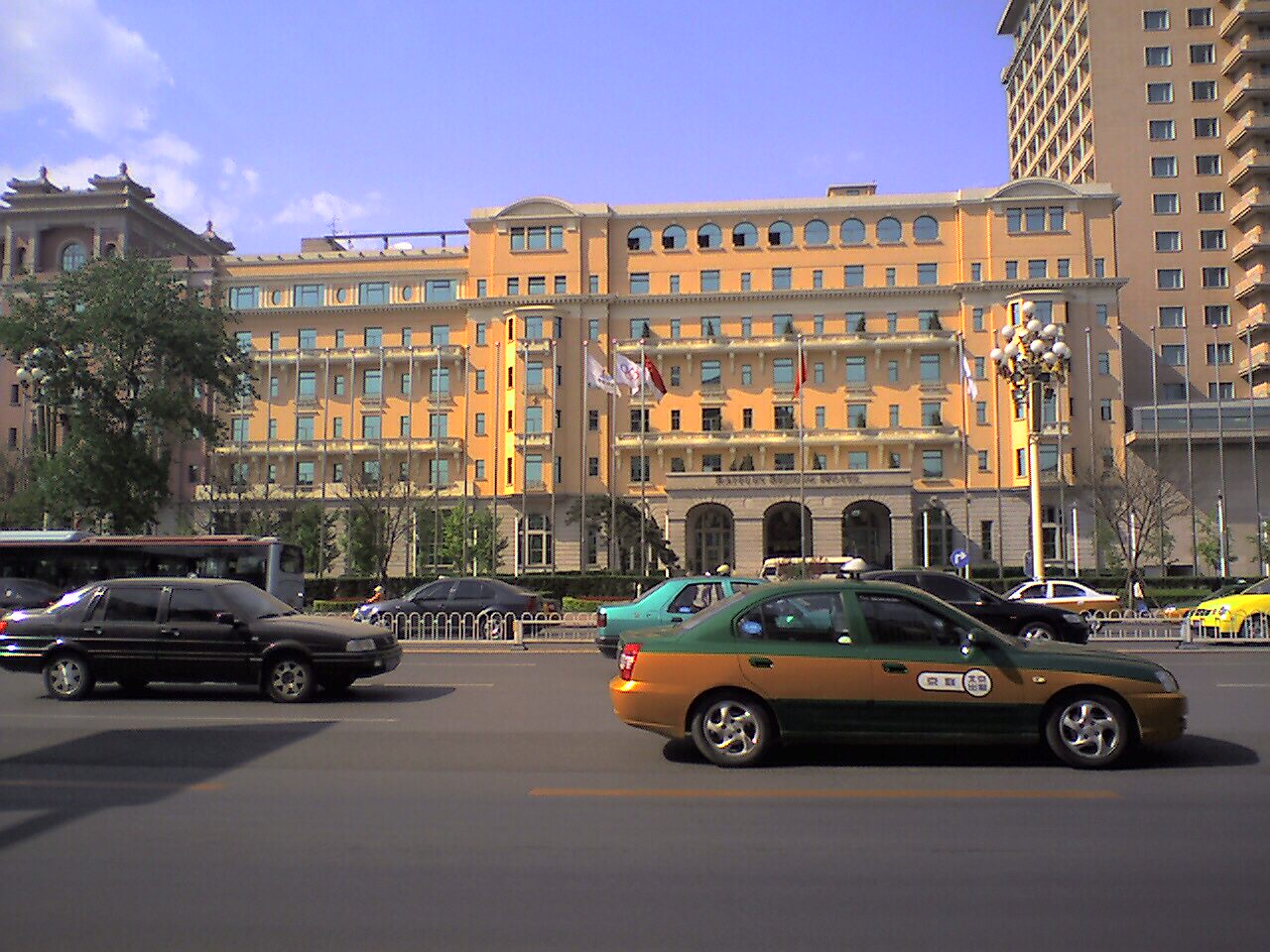
公司总部（現北京飯店贵宾楼）

卢沟桥事变后，1937年7月9日，关东军铁道线区司令部向满铁发出了派出人员器材的命令。满铁天津事务所扩大为“北支那事务所”。1937年10月11日，日本华北方面军发布了《华北铁路运输纲要》，交通事业由满铁北支那事务所统制经营。1938年10月26日，华北铁路（含陇海线）交由满铁北支那事务局统制，设北平、天津、济南、张家口、太原、开封、铜山设铁路局。事务局内设总务、人事、经理、调查、运输、水运、车务、工务、警务等部。1938年6月，日军为统制华北内河民船，设立“中国内河航运公会”；1939年2月，任日人渡濑二郎为理事长，同时发表公示称“于3月1日起，实施勒令各河航业者加入该会，以便统制”，“各船舶应有日本军特务机关之《航行许可证》，否则不许航行。日本军之特务机关及内河航运公会职员之检查官，对航行中及停泊中之船舶，得随时检查其是否有《航行许可证》及所搭载之货物”，“日本军队可随时征用各船舶”。
后因“业务渐趋兴盛”，遂于1939年4月17日在天津招开华北运输株式会社成立股东大会。资本金计四亿元，内日本国策会社性质的华北开发株式会社二亿三千五百万元、满铁一亿二千万元、华北政务委员会四千五百万元”。实收资本四分之一。“其业务除经营华北境内之铁道、公路、内河水运外，蒙疆地区之铁道亦委托其运营，并担任塘沽新港及连云港之修筑工事”。
1945年（民國34年） - 因日本戰敗，公司结业。

## 公司組織
- 資業局（局長、參與）-交通主管、商工主管、農竹林主管、鐵務主管、弘報主管、資料主管、統計主管、調査第一～第三主管、無任所局參與、法制、総務係長、資料室主事
- 去處機關　各鐵路局、總務所、調査課、產業課
- 中央鐵路農場
- 中央鐵路昌黎分場
- 社員會　天津地方會、濟南地方會、張家口地方會、開封地方會
- 社員會機關报『興亞』

## 路線

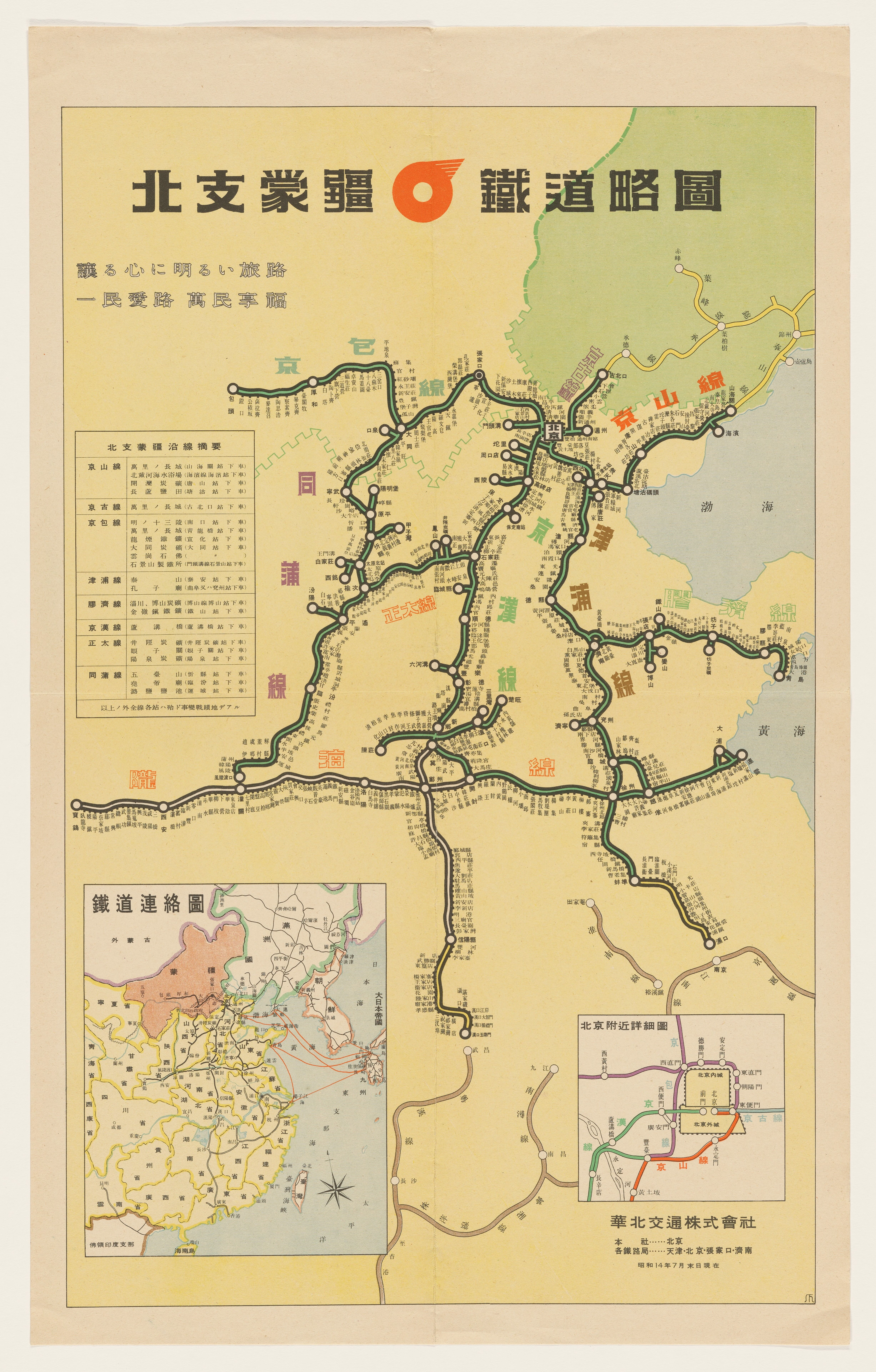
北支蒙疆 铁道略图-华北交通株式会社

京山線、京古線、京包線、京漢線、津浦線（徐州以北）、石太線、膠濟線、隴海線（開封以東）、同蒲線等，總計5,610km

## 主要列車
- 「大陸號」 - 釜山 - 北京的特快列車。
- 「興亞號」 - 釜山 - 北京的特快列車。

## 使用車輛
- PF6型蒸汽機車
- PF3型蒸汽機車
- MK1型蒸汽機車
- MK6型蒸汽機車
- ML1型蒸汽機車（京綏鐵路20型）
- ML2型蒸汽機車（京綏鐵路70型）
- ML3型蒸汽機車（京綏鐵路90型）
- ML4型蒸汽機車（京綏鐵路200型）

## 資料來源
- 林 采成「日中戦争下の華北交通の設立と戦時輸送の展開」

政治経済学・経済史学会『歴史と経済』第193号 2006年10月　p1～p15

## 外部連結
- 社團法人日本鐵道建設業協會 中國鐵道史（其2）[永久] （日語）
- 华北交通写真档案 （页面存档备份，存于） （日語）